# Per Lindberg (regissör)
Per August Lindberg, född 5 mars 1890 i Stockholm, död 7 februari 1944 på samma ort, var en svensk skådespelare, regissör, manusförfattare, författare och teaterchef. Han är begravd på Norra begravningsplatsen i Stockholm. 
Lindberg sågs som en genialisk regissör och inspirerades av Max Reinhardt och den expressionistiska 1920-talsfilmen från Tyskland. Han drömde om en teater för folket, där endast det yppersta inom teatern skulle ges till masspubliken.

## Biografi

### Uppväxt
Lindberg var son till skådespelarna August och Augusta Lindberg samt bror till författaren Stina Bergman som var gift med Hjalmar Bergman. Trots att han tidigt visade sin humanistiska begåvning gick han i Norra Real snarare än i ett latinläroverk. Redan som skolpojke fick Lindberg följa med sin far på en teaterresa till Berlin, där han imponerades av den tyske regissören Max Reinhardts uppsättningar av En midsommarnattsdröm och Wedekinds Frühlingserwachen. Som gymnasist var han med i Saga, Norra Reals litterära skolförening, där han bland annat gjorde uppläsningar ur Ibsens Brand och Peer Gynt. Våren 1909 avlade han studentexamen och på hösten skrev han in sig vid Stockholms högskola, där han fick Karl Warburg som professor i litteraturhistoria. I de humanistiska kretsarna på högskolan träffade han även sin blivande hustru, Signe Blaustein, som han gifte sig med 1919.
Läsåret 1911–1912 gjorde Lindberg ett avbrott i studierna för att följa med fadern på dennes turné genom Nordamerika. Planen var att fadern skulle utföra sin berömda Stormen-recitation, men då turnén inledningsvis gick knackigt byttes recitationen ut mot ett nordiskt program som passade den skandinaviska utvandrarpubliken bättre. I samband med detta fick också Per Lindberg göra scendebut, då han i Chicago den 21 januari 1912 gestaltade prins Erik i Strindbergs Gustav Vasa, mot fadern i titelrollen. Han stod dessutom för regin av pjäsen. Senare under turnén spelades även Johan Ulfstierna, med Per Lindberg i registolen och i rollen som Helge.
I november 1915 gjorde Max Reinhardt och Deutsches Theater ett gästspel på Operan i Stockholm, och Lindberg fick tillfälle att träffa tysken, som sade att han var välkommen till Berlin om han ville resa utomlands och studera teater. 1916 blev Lindberg filosofie kandidat och redan i december 1917 licentiat. Direkt efter examen reste han till Berlin för att söka upp Reinhardt, mitt under brinnande världskrig. Han tillbringade våren 1918 i Berlin, undervisad av Reinhardt, en vistelse vars lärdomar kom att prägla hans framtida konstnärskap.

### Lorensbergsteatern

Scenografiskiss för Till Damaskus III, 1922.

Hösten 1918 blev Lindberg förste regissör vid Lorensbergsteatern i Göteborg, och 1919–1923 var han teaterchef där. Med Lindberg som teaterchef och Knut Ström som scenograf sattes en stor mängd pjäser upp på Lorensbergsteatern, med betoning på det tyngre skådespeleriet snarare än en underhållningsrepertoar. Spelåret 1919–1920 sattes arton program upp, 1920–1921 sexton (samt ett Reinhardt-gästspel), 1921–1922 nitton och 1922–1923 tjugoen. Nio av uppsättningarna var av Shakespeare: tragedierna Hamlet (i två iscensättningar, 1920 och 1922), Kung Lear, Othello och Romeo och Julia samt komedierna Som ni behagar, Köpmannen i Venedig, Trettondagsafton och Förväxlingar. Av Strindberg spelades tio pjäser, av Shaw fyra och av Hjalmar Bergman tre.
Premiärerna på Lorensbergsteatern sågs som stora begivenheter i Teatersverige, och även Stockholmstidningarna skickade recensenter till Göteborg. Bland de främsta konstnärliga framgångarna märks Ibsens Peer Gynt, med omväxlande John Ekman och Gösta Cederlund i titelrollen (1919), Strindbergs Mäster Olof, med Olof Sandborg i titelrollen samt Tekla Sjöblom och Georg Blickingberg (1920), Shakespeares Som ni behagar (1920), Hamlet, med Gabriel Alw i titelrollen (1920), Strindbergs Folkungasagan (1920), Kung Lear, med Lars Hanson i titelrollen (1921), Othello, med Blickingberg i titelrollen (1921), Romeo och Julia (1922) och Strindbergs Till Damaskus III, i regi av Knut Ström och med dekor av Sandro Malmquist (1922). Varvat med de stora uppsättningarna satte man även upp intimare kammarspel.
Göteborgspubliken visade sig dock vara mindre imponerad av Lorensbergsteaterns stora uppsättningar än recensenterna, och teatern började ganska snart gå med förlust. Staden hade också ett för litet befolkningsunderlag för att i längden kunna behålla en teater av yppersta konstnärliga kvalitet. Ett annat skäl till det dåliga resultatet var den depression som drabbat landet, och ytterligare ett att Lindberg inte skydde några kostnader: Till Folkungasagan hade man anlitat 150 statister och importerat dräkter och rustningar från Tyskland; slutnotan för pjäsen blev 88 000 kronor, men publiken svek. Teatern spelade in mindre och mindre pengar för vart år under Lindbergs konstnärliga ledning, och våren 1923 bestämde han sig för att lämna den.

### Vidare teaterkarriär
Efter tiden på Lorensbergsteatern var Lindberg förste regissör vid Komediteatern och Konserthusteatern i Stockholm 1925–1927, vid Dramaten 1927–1928, och var därefter teaterchef vid Radiotjänst 1929–1931.
1931 regisserade han Gösta Ekman och Zarah Leander i en berömd moderniserad version av Glada änkan på Stockholms konserthus, som han och Ekman hade hyrt i ett försök att realisera sina idéer om en folkteater. Lindberg och Ekman ansökte därefter om att få ta över ledningen av Dramaten, men fick avslag och Lindberg erbjöds i stället ett regiuppdrag vid den kungliga scenen. Han tackade emellertid nej till erbjudandet eftersom han ansåg att teaterns organisation var "alldeles för byråkratisk för att kunna tjäna som bas för vad jag menar med sunt teatraliskt skapande." 1935–1936 var han chef för Vasateatern i Stockholm. Han hade även regiuppgifter vid Nationaltheatret i Oslo, Det Kongelige Teater i Köpenhamn, Den Nationale Scene i Bergen och People's National Theatre i London.
Lindberg var även teaterskribent för Stockholms-Tidningen 1930, Nya Dagligt Allehanda 1937–1938 och var filmrecensent i Dagens Nyheter 1938–1939. Han skrev flera verk om teater, bland annat en biografi om vännen Gösta Ekman.

### Filmkarriär
Inom filmen hade Lindberg en ojämn karriär. På 1920-talet knöts han till Bonnierfilm, och regisserade det nystartade bolagets första två filmer, Anna-Clara och hennes bröder och Norrtullsligan (båda 1923). I samband med premiären av Anna-Clara krävde Lindberg att hans namn skulle strykas från affischerna eftersom Bonnierfilm mot hans vilja avlägsnat vissa stiliserade fantasiavsnitt ur filmen. Han slutade därefter filma under en lång period. 1939 återkom han till filmen med rysaren Gubben kommer för Svensk Filmindustri. Filmen var baserad på en roman av Gösta Gustaf-Janson och hade Victor Sjöström i huvudrollen, och fick god kritik. Därefter regisserade Lindberg i tät följd fyra filmer för SF, bland annat Juninatten med Ingrid Bergman och arbetarklassfilmen Stål. Från 1941 var han chef för det nystartade filmbolaget Luxfilm, för vilket han regisserade filmerna I paradis... och Det sägs på stan (båda 1941). Filmerna hade stockholmspremiär samtidigt, och fick dålig kritik. I paradis... sablades ner som ett erotiskt pekoral och Det sägs på stan klandrades för ett kaotiskt bildspråk. Lindberg skrev därefter ett manus till Tänk, om jag gifter mig med prästen, men manuset ersattes med ett av regissören Ivar Johansson, och Lindberg blev i stället produktionsledare för filmen.

## Filmografi
Enligt Svensk filmdatabas:
Regi
- 1923 – Anna-Clara och hennes bröder
- 1923 – Norrtullsligan
- 1939 – Gubben kommer
- 1939 – Gläd dig i din ungdom
- 1940 – Stål
- 1940 – Juninatten
- 1940 – Hans Nåds testamente
- 1941 – I paradis...
- 1941 – Det sägs på stan

Manus
- 1939 – Gubben kommer
- 1939 – Gläd dig i din ungdom
- 1940 – Juninatten
- 1941 – I paradis...
- 1941 – Det sägs på stan

Produktionsledare
- 1941 – Tänk, om jag gifter mig med prästen

## Teater

### Regi (ej komplett)
| År   | Produktion                                               | Upphovsmän                                  | Teater                                        |
| ---- | -------------------------------------------------------- | ------------------------------------------- | --------------------------------------------- |
| 1922 | Bröllopsdagar Les Noces d'argent                         | Paul Géraldy                                | Lorensbergsteatern                            |
| 1922 | Vi och de våra Loyalties                                 | John Galsworthy                             | Lorensbergsteatern                            |
| 1926 | Spegelgalleriet La gallerie des glaces                   | Henry Bernstein                             | Komediteatern                                 |
| 1926 | Hjälten på den gröna ön The Playboy of the Western World | John Millington Synge                       | Komediteatern                                 |
| 1928 | Hoppla, vi lever! Hoppla, wir leben!                     | Ernst Toller                                | Dramaten                                      |
| 1928 | Diktatorn Le Dictateur                                   | Jules Romains                               | Dramaten                                      |
| 1928 | Han som fick leva om sitt liv                            | Pär Lagerkvist                              | Dramaten                                      |
| 1928 | Sällsamt mellanspel Strange Interlude                    | Eugene O'Neill                              | Dramaten                                      |
| 1929 | Ringen du gav mig                                        | Oscar Rydqvist                              | Dramaten                                      |
| 1929 | Ärans fält What Price Glory?                             | Maxwell Anderson och Laurence Stallings     | Dramaten                                      |
| 1929 | Kung Lear King Lear                                      | William Shakespeare                         | Dramaten                                      |
| 1931 | Hans nåds testamente                                     | Hjalmar Bergman                             | Vasateatern                                   |
| 1931 | Skomakarkaptenen i Köpenick Der Hauptmann von Köpenick   | Carl Zuckmayer                              | Vasateatern                                   |
| 1931 | En japansk tragedi The Faithful                          | John Masefield                              | Konserthusteatern                             |
| 1932 | Frihetsligan Jean Musse ou L'École de l'hypocrisie       | Jules Romains                               | Vasateatern                                   |
| 1933 | Hela havet stormar Musical chairs                        | Ronald Mackenzie Översättning Gustaf Linden | Blancheteatern                                |
| 1933 | April, april Twelfth Night                               | William Shakespeare                         | Blancheteatern                                |
| 1934 | Hamlet                                                   | William Shakespeare                         | Vasateatern                                   |
| 1934 | Treklang                                                 | Helge Krog                                  | Blancheteatern                                |
| 1934 | Per Gynt Peer Gynt                                       | Henrik Ibsen Översättning Olov Lundgren     | Kungliga Operan                               |
| 1934 | Långfredag Good Friday                                   | John Masefield                              | Vasateatern                                   |
| 1934 | Män i vitt Men in White                                  | Sidney Kingsley                             | Vasateatern                                   |
| 1934 | Domino                                                   | Marcel Achard Översättning Edvard Alkman    | Blancheteatern                                |
| 1934 | Bödeln                                                   | Pär Lagerkvist                              | Vasateatern                                   |
| 1935 | Fedja eller Det levande liket Живой труп, Zhivoi trup    | Leo Tolstoj                                 | Vasateatern                                   |
| 1935 | Flickan i frack                                          | Hjalmar Bergman                             | Vasateatern (Regi tillsammans med Karl Kinch) |
| 1935 | Sådana tider Les Temps difficiles                        | Édouard Bourdet                             | Vasateatern                                   |
| 1935 | Noak Noé                                                 | André Obey                                  | Vasateatern                                   |
| 1935 | Kamratäktenskap The Dominant Sex                         | Michael Egan                                | Vasateatern                                   |
| 1935 | Innanför grindarna Within The Gates                      | Sean O'Casey                                | Vasateatern                                   |
| 1935 | Köpmannen i Venedig The Merchant of Venice               | William Shakespeare                         | Vasateatern                                   |
| 1936 | Den store guden Brown The Great God Brown                | Eugene O'Neill                              | Vasateatern                                   |
| 1936 | Därom tiger munnen Un taciturne                          | Roger Martin du Gard                        | Blancheteatern                                |
| 1936 | Han som ville bli bedragen Le cocu magnifique            | Fernand Crommelynck                         | Vasateatern                                   |
| 1936 | Melodien som kom bort Melodien der blev væk              | Kjeld Abell                                 | Vasateatern                                   |
| 1936 | Tolvskillingsoperan Die Dreigroschenoper                 | Bertolt Brecht och Kurt Weill               | Riksteatern                                   |
| 1937 | Därom tiger munnen Un taciturne                          | Roger Martin du Gard                        | Blancheteatern                                |
| 1937 | Fredens födelse                                          | Georg Stiernhielm                           | Skansens friluftsteater                       |
| 1938 | Professor Mamlock                                        | Friedrich Wolf                              | Blancheteatern                                |
| 1940 | Jag ska ha ett barn Jeg skal ha' et barn                 | Ejnar Howalt                                | Vasateatern                                   |
| 1941 | Peer Gynt                                                | Henrik Ibsen                                | Riksteatern                                   |
| 1941 | Midsommardröm i fattighuset                              | Pär Lagerkvist                              | Blancheteatern                                |
| 1942 | Sagan                                                    | Hjalmar Bergman                             | Dramatikerstudion                             |
| 1943 | Rus                                                      | Rudolf Värnlund                             | Blancheteatern                                |
| 1943 | Herr Blink går över alla gränser                         | Lars-Levi Laestadius                        | Vasateatern                                   |
| 1944 | Mans kvinna                                              | Vilhelm Moberg                              | Vasateatern tillsammans med Gösta Folke       |
| 1944 | Tiggarens opera The Beggar's Opera                       | John Gay och Johann Christoph Pepusch       | Kungliga operan slutförd av Naima Wifstrand   |

### Roller
| År   | Roll     | Produktion                      | Regi         | Teater      |
| ---- | -------- | ------------------------------- | ------------ | ----------- |
| 1935 | Ateisten | Innanför grindarna Sean O'Casey | Per Lindberg | Vasateatern |